# Nobutaka Taguchi
Nobutaka Taguchi (田口信教?, Taguchi Nobutaka; Saijō, 18 giugno 1951) è un ex nuotatore giapponese.

## Carriera
Specializzato nella rana, ha vinto la medaglia d'oro nei 100 m rana e il bronzo nei 200 m rana ai Giochi olimpici di Monaco 1972.
È diventato uno dei Membri dell'International Swimming Hall of Fame.
È stato primatista mondiale dei 100 m rana.

## Palmarès
- Olimpiadi

Monaco 1972: oro nei 100 m rana e bronzo nei 200 m rana.
- Mondiali

1973 - Belgrado: bronzo nei 100 m e 200 m rana.
1975 - Cali: argento nei 200 m rana.
- Giochi asiatici

1974 - Teheran: oro nei 100 m e 200 m rana.